# Султанбеково (Аскинский район)
Султанбеково (баш. Солтанбәк) — деревня в Султанбековском сельсовете Аскинского района Республики Башкортостан России. Центр Султанбековского сельсовета.

## Географическое положение
Расстояние до:
- районного центра (Аскино): 55 км,
- ближайшей железнеодорожной станции (Чернушка): 148 км.

## Население
| 2002 | 2009 | 2010 |
| ---- | ---- | ---- |
| 493  | ↘457 | ↗459 |

Согласно переписи 2002 года, преобладающая национальность — башкиры (98 %).

## Инфраструктура
Оздоровительный лагерь «Сарс».

## Религия
В селе есть мечеть.